# エドワード・ティチェナー

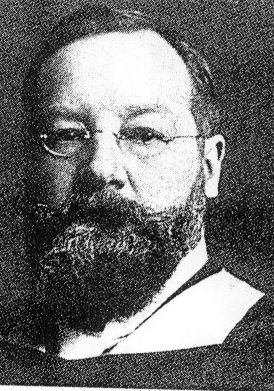
エドワード・ティチェナー

エドワード・ティチェナー（Edward Bradford Titchener、1867年1月11日 - 1927年8月3日）は、心理学者。オックスフォード大学で哲学や生理学を学ぶ。ヴントの実験室に留学する。その後、アメリカに渡りコーネル大学の実験室を指導した。
ティチェナーの心理学はヴントの心理学を精密化した内観主義であった。ウィリアム・ジェイムズやジョン・デューイらによって創設された機能主義心理学によって、批判された。